# Masters de Montecarlo 2008
El Masters de Montecarlo de 2008 fue el primer Masters Series sobre tierra batida en el ATP Tour de 2008. Tuvo lugar en Montecarlo, Mónaco, desde el 20 hasta el 27 de abril de 2008.
En el cuadro masculino estuvieron el número 1 y campeón de Estoril Roger Federer, el anterior campeón Rafael Nadal y el ganador del Abierto de Australia Novak Djokovic. Otros cabezas de serie fueron el ganador de Miami TMS Nikolái Davydenko, el ganador del Torneo de Valencia David Ferrer, Richard Gasquet, David Nalbandian y Mijaíl Yuzhny. Dos antiguos número 1 como Marat Safin y Gustavo Kuerten, así como Mario Ančić recibieron una Wild Card para poder participar.

## Resumen
Nadal se convirtió en el primer tenista desde Anthony Wilding, en 1914, en ganar cuatro títulos en Montecarlo consecutivos, y el primero desde la Era Open. Nadal también ganó en la modalidad de dobles, formando pareja con Tommy Robredo. Tan solo dos tenistas en la historia de los ATP Masters Series han conseguido ganar en la modalidad de individuales y de dobles en el mismo torneo. El último hombre que lo consiguió fue Jim Courier, en el Indian Wells TMS 1991.
En la modalidad de individuales, los cuatro primeros cabezas de serie alcanzaron las semifinales. Este hecho es la segunda vez en la historia de los ATP Masters Series que ocurre. La primera vez fue en el Cincinnati TMS de 1999, cuando 
Pete Sampras, Patrick Rafter, Andre Agassi y Yevgueni Káfelnikov alcanzaron también las semifinales. Roger Federer, Rafael Nadal, Novak Đoković y Nikolay Davydenko fueron los tenistas en conseguirlo, en orden decreciente.

## Campeones

### Individuales Masculino
Rafael Nadal vence a  Roger Federer, 7–5, 7–5
- Para Rafael Nadal, fue el primer título de la temporada y el 24.º de su carrera (la cuarta vez consecutiva que ganó el mismo torneo).

### Dobles Masculino
Rafael Nadal /  Tommy Robredo vencen a  Mahesh Bhupathi /  Mark Knowles, 6–3, 6–3